# Edling (Bavière)
Pour les articles homonymes, voir Edling.
Edling est une commune de Bavière (Allemagne), située dans l'arrondissement de Rosenheim, dans le district de Haute-Bavière.

## Géographie

### Quartiers
| - Allmannsberg - Anzenberg - Attelthal - Au - Brandstätt - Breitbrunn - Breitmoos - Bruck - Daburg | - Edgarten - Edling - Felling - Fuchstal - Fürholzen - Giglberg - Gschwendt - Hart - Hochhaus | - Kumpfmühl - Linden - Mühlthal - Oberhub - Obersteppach - Oberunterach - Ötz - Ramsau - Roßhart | - Rudering - Schäching - Schellwies - Unterhub - Untersteppach - Unterunterach - Weidachmühle - Wolfrain - Zeil |

## Personnalités nées à Edling
- Franziska Lechner (1833-1894), fondatrice des filles de la Charité divine